# إدموند أندروس
كان السير إدموند أندروس حاكمًا مُستعمرًا إنجليزيًا في أمريكا الشمالية. وُلد في 6 ديسمبر عام 1637. كان نيو إنجلاند الاستعمارية خلال فترة وجودها طيلة ثلاث سنوات من عام 1686 وحتى 1689. في أحيان أخرى، شغل أندروس منصب محافظ مُستوطنات نيويورك وشرق وغرب جيرسي وفرجينيا وماريلند. وتُوفي في 24 فبراير عام 1717.